# Саваль, Дани
Дани́ Саваль (фр. Dany Saval, полное имя Даниэль Надин Саваль; род. 5 января 1942, Париж) — французская актриса.

## Карьера
Начала артистическую карьеру в возрасте 16 лет как танцовщица кабаре «Мулен Руж» и в том же году была приглашена на съёмки фильма «Обманщики» режиссёром Марселем Карне. В 1965 г. дебютировала в Голливуде в фильме «Боинг-Боинг», в это же время пробовала себя как поп-певица (с песней Паскаля Севрана L’hôtel particulier). Ушла из шоу-бизнеса в 1987 года.

## Личная жизнь
Второй муж (в 1965—1967 годах) — композитор Морис Жарр, в этом браке родилась дочь Стефания. С 1971 года в браке с французским актёром и телеведущим Мишелем Друкером и, как утверждается, в конце концов пожертвовала ради него своей карьерой.
В 1995 году создала благотворительную организацию по защите животных Li-Za.

## Фильмография
- 1958 — Обманщики /  Les Tricheurs — невеста Бернара
- 1958 — Двустворчатое зеркало / Le Miroir à deux faces — эпизод
- 1959 — Асфальт / Asphalte  — Моник
- 1959 — Натали, секретный агент / Nathalie, agent secret — Пион
- 1959 — Зелёная жатва / La verte moisson  — Дани
- 1960 — Двери хлопают / Door Slams, The  — Пинки
- 1960 — Высокая плата / Dragée haute, La — Коринн
- 1961 — В пасти волка / Dans la gueule du loup  — эпизод (нет в титрах)
- 1961 — Весь свет на убийцу / Pleins feux sur l’assassin   — Мишлин
- 1962 — Семь смертных грехов / Les Sept péchés capitaux — Розетта
- 1962 — Парижанки / Tales of Paris — Элла (сегмент «Элла»)
- 1962 — Как преуспеть в любви / Comment réussir en amour  — Софи Рондо
- 1962 — Дьявол и десять заповедей /   Diable et les dix commandements, Le — Таня
- 1963 — Просо для птичек / Du mouron pour les petits oiseaux — Люси
- 1964 — Мышь среди мужчин / Une souris chez les hommes — Люсиль
- 1965 — Я и сорокалетние мужчины /   Moi et les hommes de 40 ans -Каролина
- 1965 — Ищите кумира / Cherchez l’idole — Коринн
- 1965 — Боинг-Боинг  / Boeing, Boeing — Жаклин
- 1972 — Ты можешь это… амиго /   Si può fare… amigo — Мэри Бронстон
- 1977 — Чудовище /     L’Animal — Дорис
- 1980 — Инспектор-разиня / Inspector Blunder | Inspecteur la Bavure — хозяйка антикварного салона
- 1981 — Знак Фуракс / Signé Furax — Фиотта
- 1987 — Белый кит / La baleine blanche — Нopа